# Bromelia ignaciana
Bromelia ignaciana là một loài thực vật có hoa trong họ Bromeliaceae. Loài này được R.Vásquez & Ibisch mô tả khoa học đầu tiên năm 2003.